# Køge Mini-Stadt
Køge Mini-Stadt (dänisch Kjøge Mini-By) ist ein Miniaturenpark in Køge in Seeland, Dänemark. Køge Mini-Stadt ist eine Kopie der Stadt Køge, wie sie 1865 aussah, im Maßstab 1:10. Bis Ende 2023 wurden 729 Häuser vom Verein Kjøge Mini-By Laug in ehrenamtlicher Tätigkeit gebaut, am Ende sollen es mehr als 1000 sein. Der im März 1987 gegründete Verein steht für historische Studien zum Aussehen der Häuser im Jahr 1865, für die Herstellung von Materialien für den Bau sowie für die Verwaltung und den Unterhalt der Ministadt. 
Die Ministadt befindet sich auf einem etwa 10.000 Quadratmeter großem Gelände mit der Adresse Strandvejen 101 / Strandpromenaden 26 und ist in den Monaten Mai bis September täglich von 10:00 bis 16:00 Uhr geöffnet. Auch drei Modelle von Schiffen des 19. Jahrhunderts werden in einem nachgeahmten Hafenbecken gezeigt.